# 瀬戸町 (長崎県)
瀬戸町（せとまち）は、長崎県の西彼杵半島にあった町。西彼杵郡に属した。1955年（昭和30年）に隣接する多以良村、雪浦村および島嶼部の松島村と合併し、大瀬戸町となった。
現在の西海市大瀬戸町の中部、瀬戸地区にあたる。

## 地理
西彼杵半島の西部に位置し、南西の海岸線を角力灘（五島灘）に接する。
- 山：ヌク山
- 島嶼：福島[2]
- 河川：雪浦川、羽出川
- 溜池：夫婦堤
- 港湾：瀬戸港

## 沿革
- 1889年（明治22年）4月1日 - 町村制施行により、西彼杵郡瀬戸村が単独村制にて発足。
- 1928年（昭和3年）6月1日 - 瀬戸村が町制施行し瀬戸町となる[3]。
- 1955年（昭和30年）2月11日 - 西彼杵郡多以良村、松島村、雪浦村と合併して大瀬戸町が発足し、瀬戸町は自治体として消滅。

## 地名
郷を行政区域とする。瀬戸町は1889年の町村制施行時に単独で自治体として発足したため、大字は無し。（発足当初は瀬戸村）
- 板浦郷（いたのうら）
- 樫浦郷（かしのうら）
- 下山郷（したのやま）
- 西濱郷
- 羽出川郷（はでがわ）
- 東濱郷
- 福島郷

## 名所・旧跡
- ホゲット石鍋製作所遺跡[4][5]